# 김범준 (물리학자)
김범준(金範埈, 1967년 ~ )은 대한민국의 통계물리학 및 복잡계물리학 연구자이자 저술가이다.

## 생애
1986년에 서울대학교 물리학과에 입학한 후 통계물리학 전공으로 학사, 석사, 박사 학위를 취득하였으며, 성균관대학교 자연과학대학 물리학과 교수로 재직하고 있다.
2016년에 팟캐스트 《파토의 과학하고 앉아있네》, 2023년에 유튜브 《보다 BODA》 등에 출연하며 인지도를 높혔으며, 2015년에 제56회 한국출판문화상을 수상하는 등 저술 및 강연으로 물리학 지식 대중화를 위해 노력하고 있다. 2023년 9월부터 《범준에 물리다》라는 유튜브 채널을 개설 운영하고 있다.

## 학력
- 1986년 2월,  청주시 소재 세광고등학교 제31회 졸업[2]
- 1986년 3월, 서울대학교 자연과학대학 물리학과 입학
- 1990년 2월, 서울대학교 물리학과 학사 (졸업)
- 1992년 2월, 서울대학교 대학원 물리학과 석사[3]
- 1997년, 서울대학교 대학원 물리천문학부 박사 (물리학전공)[4]
- 2010년,  스웨덴 우메오(Umea) 대학교 이학(理學) 명예박사

## 경력
- 1997년 3월 ~ 2002년 2월, 스웨덴 우메오(Umea) 대학교 연구원 및 조교수[5]
- 2002년 2월 ~ 2005년 8월, 아주대학교 물리학과 조교수, 부교수
- 2005년 9월 1일 ~ 현재, 성균관대학교 물리학과 교수
- 2015년 11월 ~ 2016년 11월, 한국복잡계학회(KACS) 회장

## 수상
- 2006년 4월, 한국물리학회 용봉상[6]
- 2015년 12월, 제56회 한국출판문화상 저술상 (교양 부문)[7]

## 집필

### 주요 저작
- 2015년, 《세상물정의 물리학 : 복잡한 세상을 꿰뚫어 보는 통계물리학의 아름다움》, 동아시아
- 2019년, 《관계의 과학 : 복잡한 세상의 연결고리를 읽는 통계물리학의 경이로움》, 동아시아
- 2020년, 《(김범준 선생님이 들려주는) 빅데이터와 물리학》, 우리학교
- 2022년, 《전산물리학(Computational physics)》, 교문사
- 2022년, 《(복잡한 세상을 이해하는 김범준의) 과학상자》, 바다출판사
- 2023년, 《세상은 왜 다른 모습이 아니라 이런 모습일까?》, 바다출판사
- 2023년, 《김범준의 이것저것의 물리학 : 호기심 많은 물리학자의 종횡무진 세상 읽기》, 김영사
- 2024년, 《김범준의 물리 장난감 : 일상 속 사물들에서 찾은 신기한 과학 원리》, 이김
- 2024년, 《(복잡한 세상을 이해하는 김범준의) 과학상자 : 큰글자책》, 바다출판사
- 2025년, 《범준에 물리다》, 알파미디어

### 주요 공저
- 2014년, 《성균관대 융복합 특강 : 소통을 넘어 공감의 시대로》, 성균관대학교 출판부
- 2014년, 《책 대 책 : 코스모스에서 뉴런 네트워크까지 13편의 사이언스 북 토크》, 사이언스북스
- 2015년, 《디지털인문학과 족보의 시각화 연구 : 사회적 관계망 이론을 활용한 한국 족보의 시각화 콘텐츠 개발》, 한다디자인
- 2015년, 《상상력과 지식의 도약》, 이학사
- 2016년, 《열 및 통계역학》, 자유아카데미
- 2016년, 《소년소녀, 과학하라!: 탐구 지수 만렙을 위한 과학자들의 꿀팁 대방출》, 우리학교
- 2017년, 《과학은 논쟁이다 : 과학vs과학철학, 경계를 묻다》, 반니
- 2018년, 《과학자를 울린 과학책 : 10인의 과학자들이 뽑은 내 마음을 뒤흔든 과학책》, 바틀비
- 2019년, 《살아보니 행복은 이렇습니다 : 먼저 살아본 30인의 행복론》, 디자인하우스
- 2020년, 《과학 산책, 자연과학의 변주곡 : '과학'과 함께하는 인류의 삶》, 청아출판사
- 2023년, 《과학을 보다 : 문과생도 과알못도 재미있게 읽는 기발하고 수상한 과학책》, 알파미디어
- 2023년, 《미래를 준비하는 10대에게 : 나의 내일은 오늘의 내가 만든다》, 김영사
- 2024년, 《과학을 보다2 : 바로 읽고 바로 써먹는 기발하고 수상한 과학책》, 알파미디어
- 2025년, 《과학을 보다3 : 지식과 흥미를 한 번에 채우는 기발하고 수상한 과학책》, 알파미디어

### 기타 출간물
- 2015년, 《기초연구실 지원사업 : 2015년도 사업계획 적정성 재검토 보고서》, 기획재정부
- 2020년, 《사회 복잡계의 창발현상 연구》, 과학기술정보통신부

## 같이 보기
- 물리학
- 통계물리학